# Annette Simonis
Annette Simonis (* 26. März 1965 in Köln) ist eine deutsche Literaturwissenschaftlerin und Hochschullehrerin. Sie ist Professorin für Allgemeine und Vergleichende Literaturwissenschaft (Komparatistik) und Neuere deutsche Literatur an der Justus-Liebig-Universität Gießen.

## Leben und Werk
Simonis promovierte 1992 mit der Dissertation Kindheit in Romanen um 1800  und war anschließend bis 1995 wissenschaftliche Mitarbeiterin an der Universität zu Köln. Sie habilitierte dort 1999 mit der Schrift Literarischer Ästhetizismus. Theorie der arabesken und hermetischen Kommunikation der Moderne. Sie war von 2000 bis 2003 Heisenberg-Stipendiatin der DFG und wurde 2003 Professorin an der Technischen Universität Braunschweig und 2005 Professorin an der Justus-Liebig-Universität Gießen.
Simonis ist Mitglied und erste Vorsitzende der Deutschen Gesellschaft für Allgemeine und Vergleichende Literaturwissenschaft (DGAVL). Simonis Forschungsschwerpunkte liegen in den Bereichen neuere komparatistische Ansätze, neuere Literatur- und Kulturtheorie, Intermedialität, Ästhetizismus, Avantgarde, fantastische Literatur, Mythentheorie, Gattungstheorien, Gender Studies, Ökologische Literaturwissenschaft und Comparative arts.

## Veröffentlichungen (Auswahl)
- Kindheit in Romanen um 1800. Aisthesis, Bielefeld 1993, ISBN 978-3-925670-80-0.
- Literarischer Ästhetizismus. De Gruyter, Berlin 2000, ISBN 978-3-484-63023-9.
- Intermediales Spiel im Film. Transcript Verlag, Bielefeld 2010, ISBN 978-3-8394-1520-7.
- Medienkomparatistik. Aisthesis, Bielefeld 2020, ISBN 978-3-8498-1578-3.
- mit Linda Simonis: Kulturen des Vergleichs (= Beiträge zur Literaturtheorie und Wissenspoetik. Band 7). Universitätsverlag Winter, Heidelberg 2016, ISBN 978-3-8253-6626-1.
- mit Lisa Gotto: Medienkomparatistik (= Beiträge zur Vergleichenden Medienwissenschaft. Band 2). Aisthesis, Bielefeld 2020.
- mit Ute Jung-Kaiser: Das Faszinosum Tier. Spiegelungen, Visionen, Transformationen in Literatur, Musik und Bild. Olms, Hildesheim 2020.